# ふだん着の温泉
ふだん着の温泉（ふだんぎのおんせん）は、NHKで1998年から2011年まで放送されていた紀行番組である。

## 概要
全国津々浦々の温泉を日頃その温泉を愛し見つめ続ける人の視点で再発見する。紀行番組ではあるが、レポーターは存在せず、映像とナレーションのみで綴られる。
仙台放送局が制作幹事となっているが、原則として取材地の地元放送局が制作を担当する。共同制作会社はNHKプラネット。
東北地方太平洋沖地震（東日本大震災）発生以降、放送が休止されていたが、2011年度（平成23年度）いっぱいで公式サイトが閉鎖されたため、放送が再開されないまま同番組名としては2011年3月で事実上の放送終了となった。ただし、それ以降も温泉旅の企画自体は各放送局ごとに個別で制作されている。

## 放送時間
2011年度（終了時）現在
- 総合テレビ
  - 本放送：土曜 11:20-11:30
  - 再放送
    - 月曜 16:40-16:50（大相撲期間中は休止。中部・中国ブロックはローカル番組に差し替え）
    - 木曜 11:15-11:25（この時間に地域情報番組を放送していない地域向けの裏送り）
    - 日曜 4:20-4:30（東北ブロックのみ）
- BS2
  - 火曜 15:50-16:00（前週総合テレビで放送した分の再放送）

### その他
- ウィークエンド東北の「東北小さな旅」コーナーで、当番組がそのまま放送されることがある（取り上げられるところは東北地方の温泉のみ）。
- NHKワールドのテレビ放送でも穴埋めなどとして放送されている。

## テーマ曲
- 「旅の途中で…」（作・歌唱：吉幾三）

## 書籍
初期の放送分について2冊の書籍化がなされている。出版はKTC中央出版。
- 『ふだん着の温泉』（NHK「ふだん着の温泉 」取材班・編 / ISBN 4877581553） - 1998年度放送分を収録。絶版。
- 『続ふだん着の温泉』（NHK「ふだん着の温泉 」取材班・編 / ISBN 4877581782） - 1999年度放送分を収録。